# НИТОЛ
Нитол — российская химическая компания, производившая сырьё для солнечных батарей. В 2000-х годах при поддержке «Роснано» компания планировала начать производство поликристаллического кремния, однако из-за перенасыщения рынка и обвала цен на поликремний проект оказался нерентабельным и принёс «Роснано» убыток в 9,5 млрд рублей (к 2014 году). 
Российская деловая периодика называла «Нитол» одним из наиболее провальных инвестпроектов госкорпорации. В 2019 году компания прекратила существование (ранее в 2016 году обанкротились связанные с ним химические предприятия).

## История
«Нитол» начинал как небольшой химический трейдер, но в начале 2000-х годов приобрёл «Усольехимпром» в городе Усолье-Сибирское (Иркутская область), продукцией которого торговал, а в 2005 — «Усоль-Сибирский силикон». На базе последнего был развёрнут синтез трихлорсилана — сырья для поликристаллического кремния — материала для солнечных батарей. Впоследствии доли в проекте приобрели Международная финансовая корпорация (IFC) и китайская компания Suntech Power.
На базе предприятия было решено наладить выпуск поликристаллического кремния, цена на который достигала 400—500 долларов за килограмм. Несмотря на то, что на фоне кризиса 2008 года, снижения господдержки проектов в сфере солнечной энергетики в ЕС и пепренасыщения рынка стоимость поликремния обрушилась в 10 раз, в 2009 году государственная «Роснано» инвестировала в «Нитол» 7,5 млрд рублей (в дальнейшем инвестиции от государственных организаций достигнут 26 млрд). 
«Коммерсантъ» связывал сомнительные с экономической точки зрения инвестиции с давлением Счётной палаты, которая была недовольна низкой активностью «Роснано» и инвестициями госкорпорации и компании «Ренова» в завод по производству солнечных батарей «Хевел».
Несмотря на щедрое финансирование (при падающем рынке) средства у «Нитола» закончились, и запланированная на конец 2009 года сдача проекта не состоялась. Однако, после того как проект в 2010 году поддержал Владимир Путин, он приобрёл политическое значение, и В 2011 году 100% «Нитола» выкупили «Роснано» и Сбербанк. С 2011 года стройка окончательно встала, в 2012 году руководство компании просило дополнительные инвестиции на запуск первой производственной линици, а стоимость продукции, которую мог выпускать «Нитол» составляла 300 долларов за кг при среднерыночной в 16 долларов.
В 2015 году «Роснано» вышло из провального проекта. В 2016 году обанкротился «Усоль-Сибирский силикон», в 2017 — «Усольехимпром», в 2019 году прекратил существование «Нитол».  